# Caupolicana pubescens
Caupolicana pubescens är en biart som beskrevs av Smith 1879. Caupolicana pubescens ingår i släktet Caupolicana och familjen korttungebin. Inga underarter finns listade.